# Dasein Executive Search
Dasein Executive Search es una empresa de retained executive search (reclutamiento de ejecutivos), coaching y assessment de altos ejecutivos para empresas nacionales y multinacionales, fundada en 1996.
La empresaria Adriana Prates es la fundadora y actual presidente de la empresa.
La empresa contribuye con estudios acerca del mercado ejecutivo en Brasil y en el mundo a los principales medios de comunicación; The Economist, Reuters, Financial Times, AESC, BlueSteps, Exame, Você AS y Valor Econômico.
La empresa obtuvo su certificado AESC (Association of Executive Search Consultants) em 2010. Sus principales oficinas están ubicadas en São Paulo y Recife, y su sede en Belo Horizonte.
El nombre Dasein, de origen alemán,  se refiere al concepto filosófico acunado en este contexto por el filósofo Martin Heidegger.

## Historia
Dasein Executive Search fue fundada en 1996, en Belo Horizonte, Minas Gerais. A partir de 1998, la empresa empezó a trabajar en coaching de ejecutivos y assessment de profesionales y equipos. A principios del año 2000, realizó su primer proyecto de reclutamiento de ejecutivos brasileños para trabajar en empresas europeas. En 2001, Dasein creó el Sistema de Gestión Integrada D-Search, un software de gestión de procesos internos y externos de la empresa, con un interface al cual los clientes puedan acompañar los procesos selectivos y la evaluación de los candidatos.
En 2003, la empresa creó el Sistema D-Competencies, un software de gestión de procesos de Assessment para los clientes. En 2008, la empresa lanzó el diário D-News, que trata temas de gestión, con entrevistas de personalidades y empresários acerca de sus diferentes formas de liderazgo y compartiendo experiências laborales.
En 2010, Dasein abrió su tercera oficina, en São Paulo. En el mismo año, se hizo miembro de AESC (Association of Executive Search Consultants), asociación presente en más de 75 países, con intercambio de posiciones, y creadora del BlueSteps, el más importante sitio web para ejecutivos en el mundo.
En 2011, inició el modelo de gobierno corporativo, con la instalación formal de un consejo de administración. La empresa abrió su oficina regional para el Nordeste, en Recife, en 2013. En el año siguiente, Dasein firmó una alianza con IMD (International Search Group), una compañía global que recluta ejecutivos en diferentes sectores. El objetivo de la alianza es el crecimiento de Dasein Executive Search en el mercado internacional.